# Carpodacus roseus

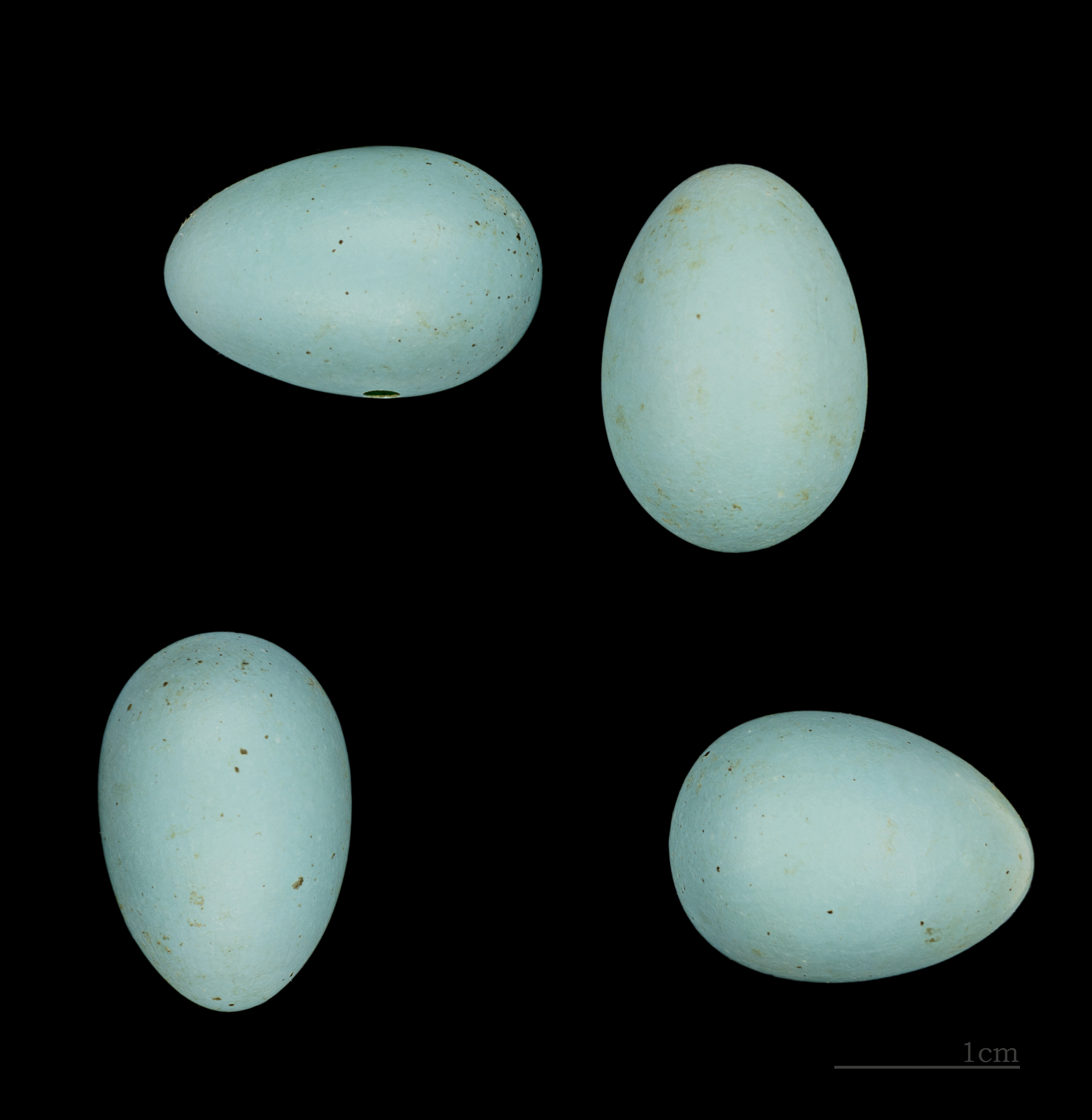
Carpodacus roseus MHNT

Pintarroxo-rosado ou peito-rosado-siberiano (Carpodacus roseus) é uma espécie de ave da família Fringillidae.
Pode ser encontrada nos seguintes países: Austria, China, Dinamarca, Hungria, Japão, Cazaquistão, Coreia, Mongolia e Sibéria.
Os seus habitats naturais são: florestas boreais e matagal boreal.